# BePink/Saison 2015
Dieser Artikel listet den Kader und die Erfolge des Radsportteams BePink in der Saison 2015 auf.

## Team
| Name                   | Geburtsdatum      | Nationalität |
| ---------------------- | ----------------- | ------------ |
| Ilaria Bonomi          | 13. Mai 1995      | Italien      |
| Simona Bortolotti      | 6. Dezember 1994  | Italien      |
| Anastassija Tschulkowa | 7. März 1985      | Russland     |
| Ana Maria Covrig       | 8. Dezember 1994  | Italien      |
| Giorgia Fraeigari      | 18. Juli 1995     | Italien      |
| Ruby Livingstone       | 12. März 1993     | Neuseeland   |
| Michela Maltese        | 20. April 1995    | Italien      |
| Tereza Medveďová       | 27. März 1996     | Slowakei     |
| Jaime Nielsen          | 3. September 1985 | Neuseeland   |
| Ilaria Sanguineti      | 15. April 1994    | Italien      |
| Ksenija Tuhaj          | 1. Juli 1995      | Belarus      |
| Silvia Valsecchi       | 19. Juli 1982     | Italien      |
| Georgia Williams       | 25. August 1993   | Neuseeland   |

## Erfolge
| Datum        | Rennen                                 | Kat. | Siegerin               |
| ------------ | -------------------------------------- | ---- | ---------------------- |
| 9. Januar    | Neuseeländische Zeitfahrmeisterschaft  | CN   | Jaime Nielsen          |
| 22. Mai      | 3. Etappe Tour of Zhoushan Island      | 2.1  | Anastassija Tschulkowa |
| 25. Juni     | Slowakische Zeitfahrmeisterschaft      | CN   | Tereza Medveďová       |
| 27. Juni     | Rumänische Zeitfahrmeisterschaften     | CN   | Ana Maria Covrig       |
| 28. Juni     | Rumänische Straßenmeisterschaften      | CN   | Ana Maria Covrig       |
| 16. Juli     | 1. Etappe Tour de Bretagne Féminin     | 2.2  | Ilaria Sanguineti      |
| 16.–19. Juli | Gesamtwertung Tour de Bretagne Féminin | 2.2  | Ilaria Sanguineti      |
| 25. Juli     | Italienische Zeitfahrmeisterschaft     | CN   | Silvia Valsecchi       |